# Історія Верховного суду США
Історія Верховного суду США починається на основі Статті III, § 1 Конституції США, яка передбачає, що «судова влада Сполучених Штатів покладається на один Верховний суд і на такі нижчі суди, які Конгрес може час від часу призначати та засновувати». 
Коли Конгрес уперше зібрався 4 березня 1789 року, одним із перших питань було виконання вимог статті III, розділу 1, Конституції. Перший Конгрес у відповідь прийняв Закон про судоустрій 1789 року, який заснував 13 окружних судів у великих містах, три окружні суди та Верховний суд, що складається з голови суду та п’яти суддів. 24 вересня 1789 року президент Джордж Вашингтон підписав Закон про судоустрій, а пізніше того ж дня призначив Джона Джея з Нью-Йорка головою Верховного суду. Підписаний Джорджем Вашингтоном акт заснував Верховний суд із шести членів — одного голови та п’ятьох суддів — а також посаду генерального прокурора (англ. attorney general, United States Attorney General).
Перший раз суд зібрався 2 лютого 1790 р. в Нью-Йорку, який тоді був столицею країни. Однак перші справи надійшли до Верховного суду лише наступного року після його створення.
Суд мав складатися з шести членів — хоча протягом більшої частини його історії кількість суддів становила дев’ять, це число встановлюється Конгресом, а не Конституцією. Кількість суддів у Верховному суді змінювалась шість разів, перш ніж у 1869 році вона досягла дев’яти. З моменту створення Суду в 1790 році і до теперішнього часу було 17 голів Верховного суду і 104 судді, причому судді займали посади у Верховному суді в середньому 16 років.

## Вступні зауваги та періодизація  історії  Верховного суду США
Вивченням минулого Верховного суду США займаються спеціально створене Історичне товариство Верховного суду та численні окремі дослідники. Науковцями підготовлена і опублікована численна література з різних аспектів історії судової установи, від багатотомних монографій до окремих статей. 
Виділення основних етапів розвитку Верховного суду США проводиться, загальновизнано, з невеликими особливостями, відповідно до періоду / часу перебування на посаді того чи іншого голови Верховного суду США. Так виділяють, наприклад, Верховний суд часів Маршалла (1801 — 1835), часів Тейні (1836 — 1864), суд Чейза  (1864 — 1873) тощо. 
Впродовж 1789–2005 рр. було призначено 17 Головних суддів США: Дж.Джея (1789–1795), Дж.Ротледжа (1795), О.Елсворта (1796–1800); Дж.Маршалла (1801–1835), Р.Б.Тейні (1836–1864), С.П.Чейза (1864–1873), М.Р.Вейта (1874–1888), М.В.Фуллера (1888–1910), Е.Д.Вайта (1910–1921), В.Г.Тафта (1921–1930), Ч.Е.Гьюза (1930–1941), Г.Ф.Стоуна (1941–1946), Ф.М.Вінсона (1946–1953), Е.Воррена (1953–1969), В.Е.Бергера (1969–1986), В.Г.Ренквіста (1986–2005), а в 2005 р. — Дж.Робертса Молодшого. Однак не всі дослідники виділяють час головування кожного голови Верховного суду у самостійний період розвитку установи. За певними періодизаціями виділяються періоди, що об’єднують керівництво судом двох очільників, наприклад, суд за С.П.Чейза (1864–1873) та М.Р.Вейта (1874–1888) або  суд за Г.Ф.Стоуна й Ф.М.Вінсона (1946–1953). 
Існують і інші періодизації розвитку Верховного суду США.
У матеріалах про історію Верховного суду США, які розміщені на сайті Історичного товариства Верховного суду, для повноти викладення час керівництва судом кожного Головного судді висвітлюється як самостійний період. Уявляється за можливе розглянути історію Верховного суду США за цим планом / хронологією.

### Основна
- Bernard Schwartz. A History of the Supreme Court. New York: Oxford University Press, 1993 (1995). Pp. viii, 465. (book review in  The New York Times)
- Hull, N. E. H., William James Hull Hoffer, and Peter Charles Hoffer. The Supreme Court: An Essential History. Lawrence, Kan.: University of Kansas Press, 2007. 494p. (Hull, N. E. H., William James Hull Hoffer, and Peter Charles Hoffer. The Supreme Court: An Essential History, Second Edition. Second Edition ed., Lawrence: University Press of Kansas, 2018.)
- A Constitutional History of the U.S. Supreme Court. By Richard J. Regan. Washington, D.C.: Catholic University of America Press, 2015. Pp. [xii], 394.

### Додаткова
- The eight volumes of The Documentary History of the Supreme Court of the United States, 1789 1800, The Documentary History of the Supreme Court of the United States, 1789–1800. Ed. by Maeva Marcus, James R. Perry, James M. Buchanan, and Christine R. Jordan. New York: Columbia University Press, 1985. Vol. I, pt. 1: Appointments and Proceedings. 1xxiii + 599 pp.
- Ригіна О. М. Верховний суд США: становлення, особливості компетенції та роль у формуванні конституційного ладу держави (1787 — кінець ХХ ст.): дис. канд. юрид. наук: 12.00.01 / Ригіна Олена Михайлівна. — Львів, 2009. — 231 с.
- Warren, Charles. The Supreme Court in United States History (3 volumes). Boston: Little, Brown and Co., 1922. Pp. xvi, 540; x, 551; x, 532.